# Paraderpas decellei
Paraderpas decellei är en skalbaggsart som beskrevs av Stefan von Breuning 1968. Paraderpas decellei ingår i släktet Paraderpas och familjen långhorningar. Inga underarter finns listade i Catalogue of Life.